# Le Plessis-Placy
Le Plessis-Placy is een gemeente in het Franse departement Seine-et-Marne (regio Île-de-France) en telt 262 inwoners (1999). De plaats maakt deel uit van het arrondissement Meaux.

## Geografie
De oppervlakte van Le Plessis-Placy bedraagt 8,3 km², de bevolkingsdichtheid is 31,6 inwoners per km².
De onderstaande kaart toont de ligging van Le Plessis-Placy met de belangrijkste infrastructuur en aangrenzende gemeenten.

## Demografie
Onderstaande figuur toont het verloop van het inwonertal (bron: INSEE-tellingen).